# Checoslováquia nos Jogos Olímpicos de Verão de 1976
A Checoslováquia competiu nos Jogos Olímpicos de Verão de 1976, realizados em Montreal, Canadá.